# Centrale FS
Centrale FS is een metrostation in de Italiaanse stad Milaan dat werd geopend op 27 april 1970 en wordt bediend door lijn 2 en lijn 3 van de metro van Milaan.

## Geschiedenis
In het begin van de twintigste eeuw werd besloten om een spoorlijn om de toenmalige bebouwing te leggen in plaats van de doorgaande lijn door de noordelijke binnenstad. In het interbellum werd dit uitgevoerd waardoor het reizigersverkeer vanaf 1931 vooral via kopstations, waaronder het centraal station, werd afgewikkeld. Het metroplan van 1952 kent lijn 2, die vooral ontworpen was om die stations onderling te verbinden, en lijn 3 die het centraal station met het Domplein verbindt via een tunnel onder de oude binnenstad. De bouw van lijn 2 begon eind 1964 en ruim een half jaar na de opening van het eerste deel werd Centrale FS op 27 april 1970 als westelijk eindpunt in gebruik genomen. Op 21 juli 1971 volgde een verdere verlenging naar het westen. De bouw van lijn 3 begon pas eind 1981 waarbij boven de perrons van lijn 2 die voor lijn 3 werden gebouwd. Op 3 mei 1990 werd het eerste deel van lijn 3 geopend waarbij tot 16 december 1990 in iedere tunnelbuis een pendeldienst werd onderhouden omdat het bij Duomo niet mogelijk is om van spoor te wisselen. Op 12 mei 1991 volgde de verlenging van de lijn ten noorden van Centrale FS.

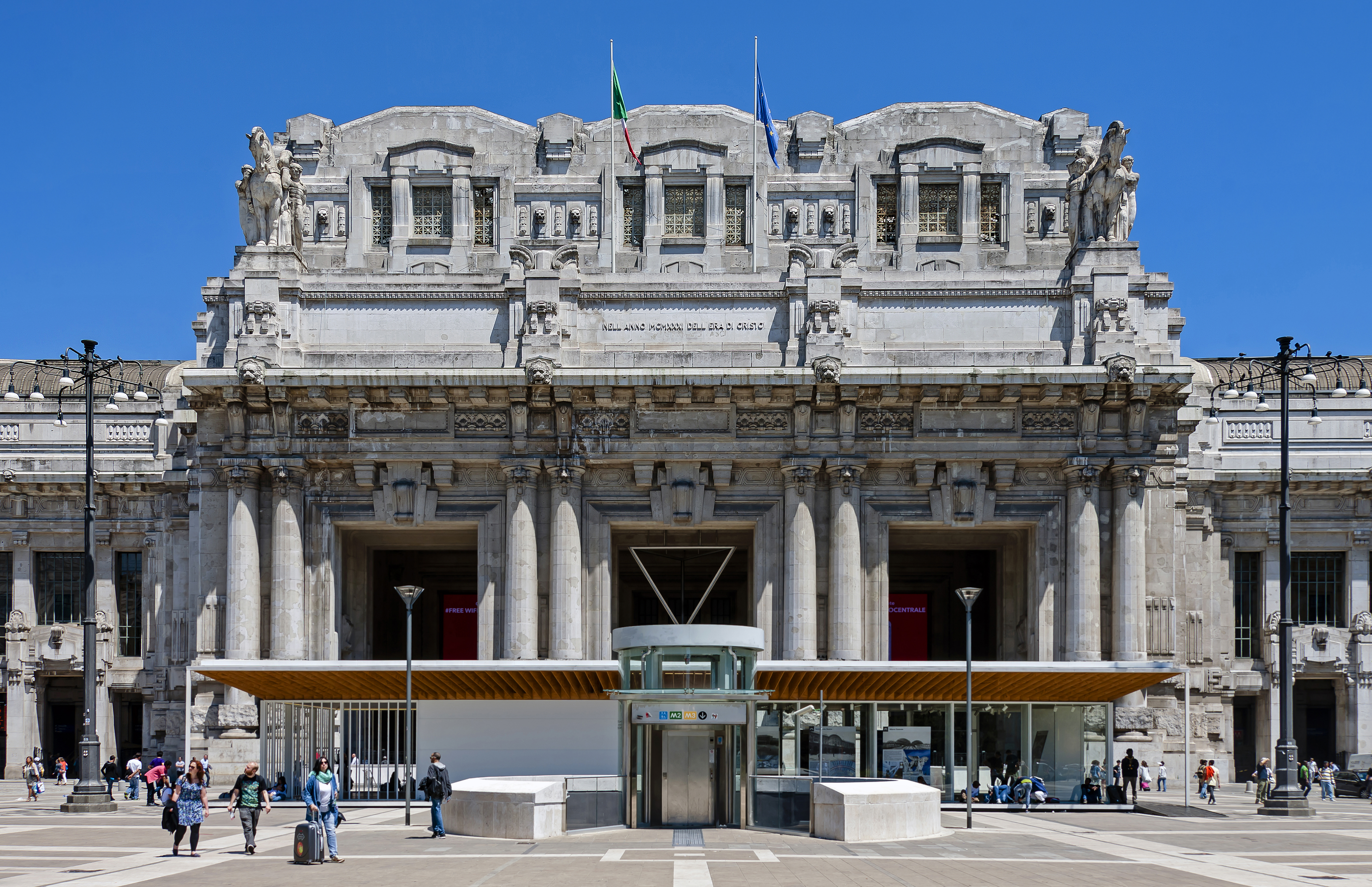
Lift naar de verdeelhal voor het centraal station
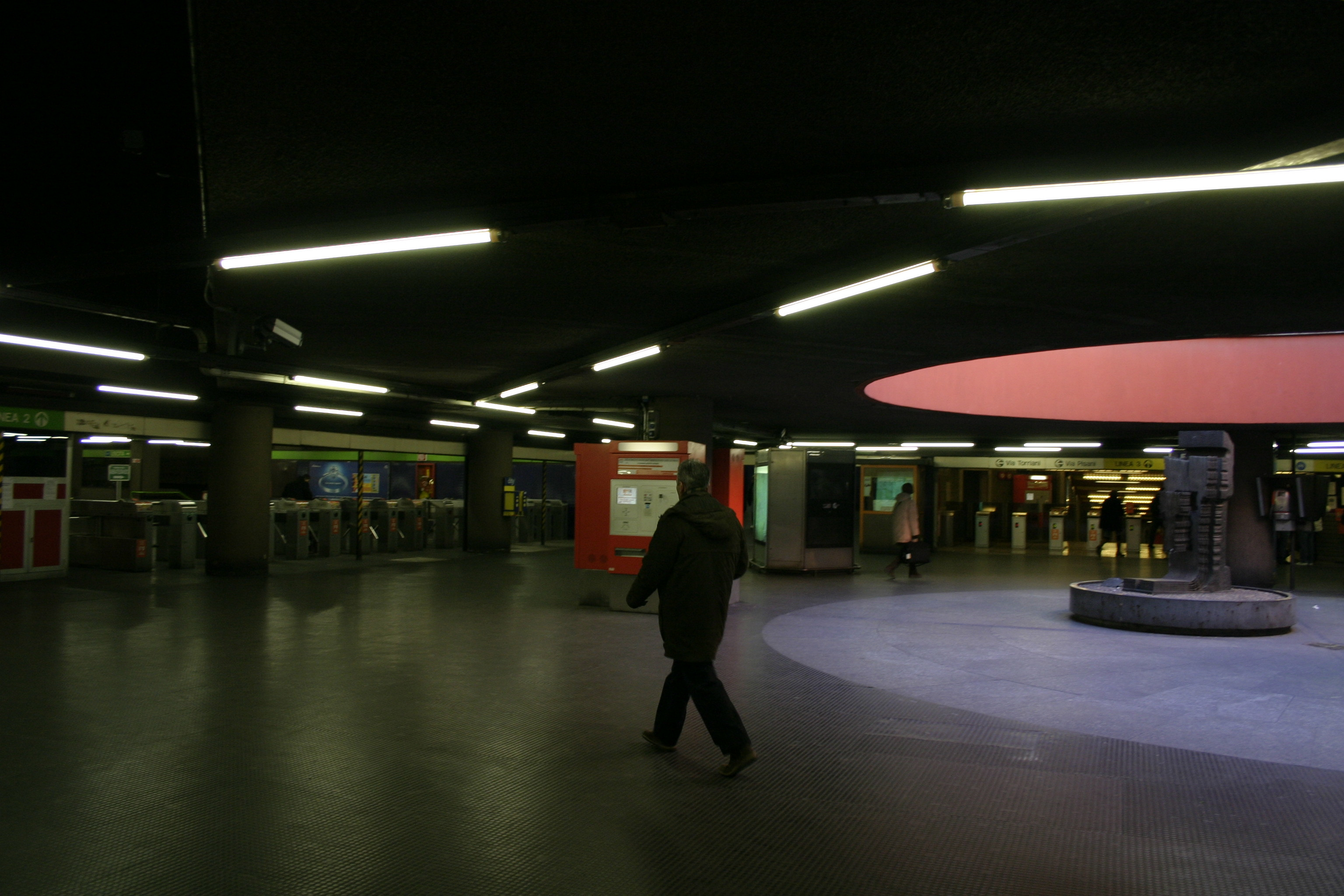
De verdeelhal
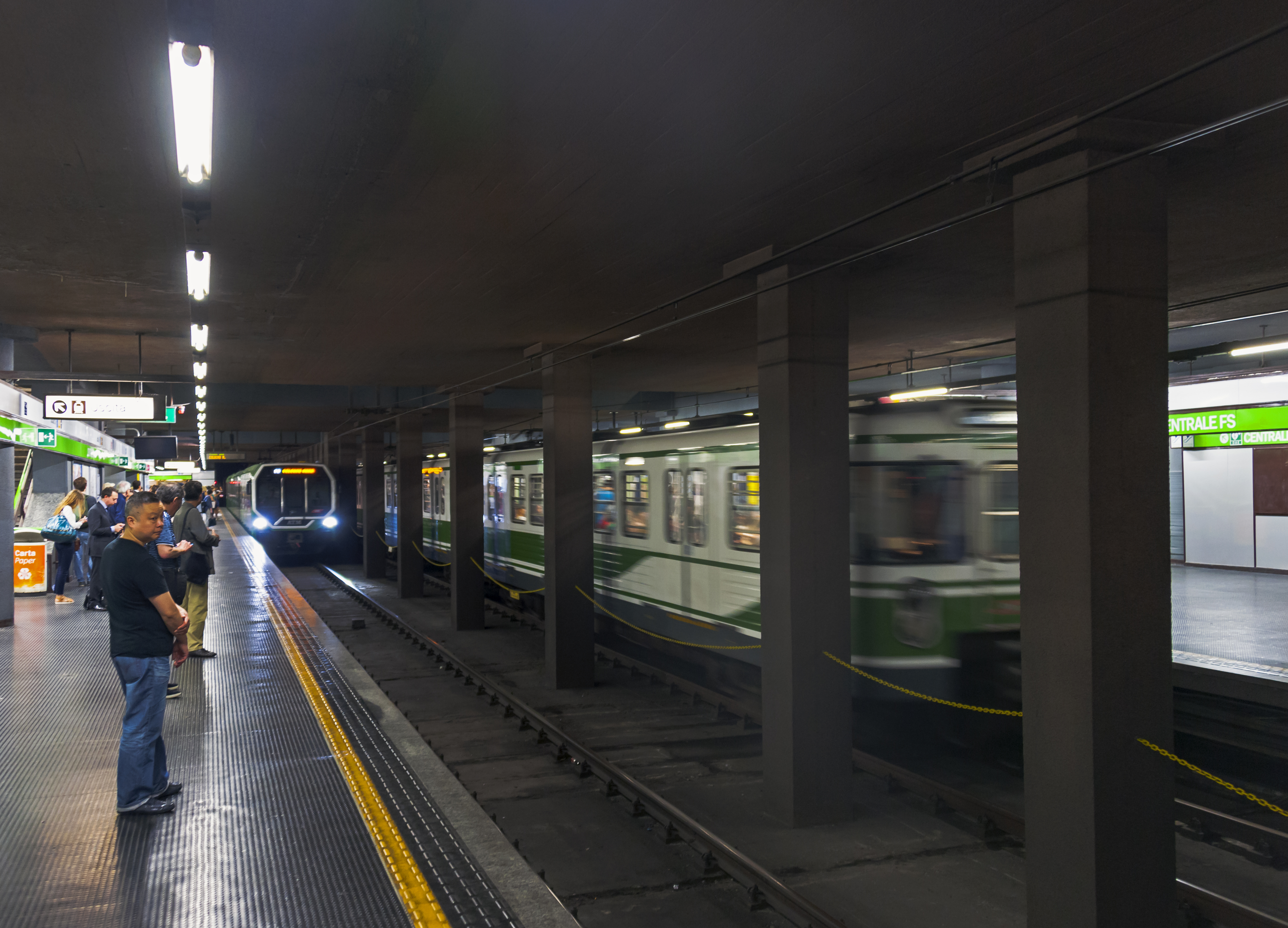
Sporen en perrons van lijn 2

## Ligging en inrichting
Het metrostation ligt onder het stationsplein voor het spoorwegstation. De verdeelhal ligt op niveau -2 en is via rolbanden ondergonds verbonden met de kelder van het spoorwegstation. Rondom het stationsplein zijn bovendien nog meerdere trappen die toegang bieden tot het ondergrondse winkelcentrum en de verdeelhal. Bovengronds is de verdeelhal makkelijk te vinden door de lift die door een “gat” in de grond midden in de verdeelhal uitkomt. De toegangspoortjes voor lijn 2 liggen aan de zuidoostkant van de verdeelhal en achter de poortjes kunnen de reizigers afdalen naar het gewenste perron. Voor lijn 3 liggen de poortjes aan de zuidwestkant en achter de poortjes kunnen de reizigers vanuit de tunnel onder de sporen het gewenste perron op niveau -1 kiezen. De stationsdelen achter de poortjes zijn afgewerkt in de lijnkleur waarbij bij lijn 3 het voor die lijn typerende gele rasterplafond is toegepast. Op lijn 3 ligt ten noorden van de perrons een opstelspoor en een kruiswissel zodat metro's kunnen keren. Op lijn 2 ligt ten oosten van de perrons een opstelspoor met overloopwissels tussen de doorgaande sporen. De beide lijnen zijn bovendien onderling verbonden met een dubbelsporige verbindingstunnel die ten zuiden van het station op lijn 3 en ten oosten van het opstelspoor op lijn 2 is aangesloten.      